# Allagoptera
Allagoptera je rod južnoameričkih palmi raširenih od Amazone na jug do Argentine. Postoji šest priznatih vrsta.

## Vrste
1. Allagoptera arenaria (Gomes) Kuntze
2. Allagoptera brevicalyx M.Moraes
3. Allagoptera campestris (Mart.) Kuntze
4. Allagoptera caudescens (Mart.) Kuntze
5. Allagoptera leucocalyx (Drude) Kuntze
6. Allagoptera robusta R.C.Martins & Filg.

## Sinonimi
- Diplothemium Mart.
- Diplothenium Voigt
- Polyandrococos Barb.Rodr.